# Liga Mistrzów AFC (2023/2024)/Grupa I
W Grupie I Ligi Mistrzów AFC 2023/2024 brały udział następujące zespoły:
- Ulsan Hyundai FC
- Kawasaki Frontale
- Johor Darul Takzim FC
- Bangkok Glass FC

## Tabela
| Reprezentacja         | M | W | R | P | Br+ | Br- | +/- | Pkt. |
| --------------------- | - | - | - | - | --- | --- | --- | ---- |
| Kawasaki Frontale     | 6 | 5 | 1 | 0 | 17  | 6   | +11 | 16   |
| Ulsan Hyundai FC      | 6 | 3 | 1 | 2 | 12  | 8   | +4  | 10   |
| Johor Darul Takzim FC | 6 | 3 | 0 | 3 | 11  | 13  | -2  | 9    |
| Bangkok Glass FC      | 6 | 0 | 0 | 6 | 9   | 23  | -14 | 0    |

## Wyniki
| 19 września 2023 12:00 CET | Ulsan Hyundai FC · Ádám 28', 73', 78' | 3:1(1:1)Raport | Bangkok Glass FC · 41' Stewart | Stadion Ulsan Munsu, Ulsan Widzów: 3 788 Sędzia: Ahmed Al-Kaf |
|                            |                                       |                |                                |                                                               |

| 19 września 2023 14:00 CET | Johor Darul Takzim FC | 0:1(0:1)Raport | Kawasaki Frontale · 45' Marcinho | Sultan Ibrahim Stadium, Iskandar Puteri Widzów: 24 597 Sędzia: Abdulrahman Al-Jassim |
|                            |                       |                |                                  |                                                                                      |

| 3 października 2023 12:00 CET | Kawasaki Frontale · Tachibanada 89' | 1:0(0:0)Raport | Ulsan Hyundai FC | Stadion Todoroki, Kawasaki Sędzia: Mohammed Khaled Al-Hoaish |
|                               |                                     |                |                  |                                                              |

| 3 października 2023 14:00 CET | Bangkok Glass FC · Cardozo 5', 55' | 2:4(1:2)Raport | Johor Darul Takzim FC · 6', 78' Aiman · 14' Bérgson · 53' Muñiz · | BG Stadium, Pathum Thani Sędzia: Mohamed Abdulla Hassan Mohd |
|                               |                                    |                |                                                                   |                                                              |

| 24 października 2023 12:00 CET | Ulsan Hyundai FC · Jung 5' · Ludwigson 12', 18' | 3:1(3:0)Raport | Johor Darul Takzim FC · 53' Bérgson | Stadion Ulsan Munsu, Ulsan Widzów: 4 183 Sędzia: Alireza Faghani |
|                                |                                                 |                |                                     |                                                                  |

| 24 października 2023 14:00 CET | Bangkok Glass FC · Sergeyev 45+1' · Cardozo 82' | 2:4(1:1)Raport | Kawasaki Frontale · 14' Tono · 52' Tachibanada · 68' Marcinho · 77' Ominami | BG Stadium, Pathum Thani Widzów: 6 998 Sędzia: Mouood Bonyadifar |
|                                |                                                 |                |                                                                             |                                                                  |

| 7 listopada 2023 11:00 CET | Kawasaki Frontale · Wakizaka 16' (k), 40' (k) · Yamamura 68' · Miyashiro 90+8' | 4:2(2:2)Raport | Bangkok Glass FC · 33', 41' Songkrasin | Stadion Todoroki, Kawasaki Widzów: 9 441 Sędzia: Abdulrahman Al-Jassim |
|                            |                                                                                |                |                                        |                                                                        |

| 7 listopada 2023 13:00 CET | Johor Darul Takzim FC · Heberty 44' · Rashid 87' | 2:1(1:0)Raport | Ulsan Hyundai FC · 69' Esaka | Sultan Ibrahim Stadium, Iskandar Puteri Widzów: 19 684 Sędzia: Shaun Evans |
|                            |                                                  |                |                              |                                                                            |

| 28 listopada 2023 11:00 CET | Kawasaki Frontale · Ienaga 8' · Damião 50' · Marcinho 60' · Kobayashi 69' · Yamane 88' | 5:0(1:0)Raport | Johor Darul Takzim FC | Stadion Todoroki, Kawasaki Widzów: 9 274 Sędzia: Mohammed Abdulla Mohamed |
|                             |                                                                                        |                |                       |                                                                           |

| 28 listopada 2023 11:00 CET | Bangkok Glass FC · Sergeyev 69' | 1:3(0:2)Raport | Ulsan Hyundai FC · 20' (sam.) Praisuwan · 27' Ludwigson · 62' Lee | BG Stadium, Pathum Thani Widzów: 3 563 Sędzia: Ahmed Al-Kaf |
|                             |                                 |                |                                                                   |                                                             |

| 12 grudnia 2023 11:00 CET | Ulsan Hyundai FC · Ádám 44', 53' | 2:2(1:2)Raport | Kawasaki Frontale · 17' Tono · 31' Seko | Stadion Ulsan Munsu, Ulsan Widzów: 5 247 Sędzia: Alireza Faghani |
|                           |                                  |                |                                         |                                                                  |

| 12 grudnia 2023 11:00 CET | Johor Darul Takzim FC · Bérgson 55' (k), 66' · Endrick 86' · Aiman 90+2' | 4:1(0:1)Raport | Bangkok Glass FC · 28' Sergeyev | Sultan Ibrahim Stadium, Iskandar Puteri Widzów: 9 886 Sędzia: Ma Ning |
|                           |                                                                          |                |                                 |                                                                       |

## Strzelcy

### 5 goli
- Martin Ádám (Ulsan Hyundai FC)

### 4 gole
- Bérgson (Johor Darul Takzim FC)
- Yasuto Wakizaka (Kawasaki Frontale)
- Chanathip Songkrasin (Bangkok Glass FC)

### 3 gole
- Victor Cardozo (Bangkok Glass FC)
- Marcinho (Kawasaki Frontale)
- Arif Aiman (Johor Darul Takzim FC)
- Gustav Ludwigson (Ulsan Hyundai FC)
- Igor Sergeyev (Bangkok Glass FC)

### 2 gole
- Taisei Miyashiro (Kawasaki Frontale)
- Kento Tachibanada (Kawasaki Frontale)
- Daiya Tono (Kawasaki Frontale)
- Kazuya Yamamura (Kawasaki Frontale)

### 1 gol
- Endrick (Johor Darul Takzim FC)
- Heberty (Johor Darul Takzim FC)
- Juan Muñiz (Johor Darul Takzim FC)
- Ataru Esaka (Ulsan Hyundai FC)
- Akihiro Ienaga (Kawasaki Frontale)
- Yū Kobayashi (Kawasaki Frontale)
- Takuma Ominami (Kawasaki Frontale)
- Tatsuki Seko (Kawasaki Frontale)
- Miki Yamane (Kawasaki Frontale)
- Jung Seung-hyun (Ulsan Hyundai FC)
- Lee Myung-jae (Ulsan Hyundai FC)
- Akhyar Rashid (Johor Darul Takzim FC)
- Ryhan Stewart (Bangkok Glass FC)

### Gole samobójcze
- Jakkapan Praisuwan (Bangkok Glass FC) - dla Ulsan Hyundai FC